# Litslena socken
Litslena socken i Uppland ingick i Trögds härad, ingår sedan 1971 i Enköpings kommun och motsvarar från 2016 Litslena distrikt.
Socknens areal är 64,20 kvadratkilometer, varv 64,13 land. År 2000 fanns här 713 invånare. Skolsta samt kyrkbyn Litslenaby med sockenkyrkan Litslena kyrka ligger i socknen.  

## Administrativ historik
Litslena socken har medeltida ursprung.
Vid kommunreformen 1862 övergick socknens ansvar för de kyrkliga frågorna till Litslena församling och för de borgerliga frågorna bildades Litslena landskommun. Landskommunen uppgick 1952 i Norra Trögds landskommun som 1971 uppgick i Enköpings kommun. Församlingen utökades 2010 och uppgick 2013 i Villberga församling.
1 januari 2016 inrättades distriktet Litslena, med samma omfattning som församlingen hade 1999/2000.  
Socknen har tillhört län, fögderier, tingslag och domsagor enligt vad som beskrivs i artikeln Trögds härad. De indelta soldaterna tillhörde Upplands regemente, Lagunda/Hagunda kompani samt Livregementets dragonkår, Sigtuna skvadron.

## Geografi
Litslena socken ligger öster om Enköping. Socknen är en småkuperad slättbygd i norr och väster och skogsbygd i söder och öster.
Strax intill Litslena kyrka möts landsvägarna riksväg 55 samt länsväg 263 (gamla E18) i en fyrvägskorsning. Härifrån går även en "häradsväg" söderut mot "Trögden".

## Fornlämningar
Från bronsåldern finns spridda gravrösen, skärvstenshögar, flera skålgropsförekomster och omkring 25 hällristningar. Från järnåldern finns drygt 50 gravfält och stensträngar. Sex runstenar är funna. En av dessa runstenar, den som kallade fågelstenen vid prästgårdshagen, vilken restes år 1924, är lite extra intressant, ty då man reste den omkullfallna stenen hittades mängder av obrända och brända ben, kanske offer till stenen.

## Namnet
Namnet skrevs år 1300 Litlene och kommer från kyrkbyn. Förleden innehåller litil, 'liten'. Efterleden innehåller ene, 'enbestånd' eller 'vägmöte'.